# Heliocopris hamifer
Heliocopris hamifer är en skalbaggsart som beskrevs av Edgar von Harold 1878. Heliocopris hamifer ingår i släktet Heliocopris och familjen bladhorningar. Inga underarter finns listade i Catalogue of Life.